# (37119) 2000 VQ6
2000 VQ6 (asteroide 37119) é um asteroide da cintura principal. Possui uma excentricidade de 0.14568570 e uma inclinação de 4.04053º.
Este asteroide foi descoberto no dia 1 de novembro de 2000 por LINEAR em Socorro.